# Vladimír Pukl
Vladimír Pukl, křtěný Vladimír Robert (2. března 1896 Dobromilice – 24. května 1970 Olomouc), byl český malíř, sochař, grafik, typograf a pedagog.

## Život
Vladimír Pukl se narodil na Hané, poblíž Prostějova v malé obci Dobromilice v rodině hostinského a zemědělce Roberta Pukla a jeho ženy Milady rodem Kučerové, dcery stolaře z Karlína jako třetí z osmi dětí. Část svého dětství prožil u babičky v Brně, po absolvování základního vzdělání v roce 1914 odmaturoval, ale i přes jeho nesporný výtvarný talent, jej poslali rodiče na brněnskou techniku. V roce 1915 byl povolán do armády a následně bojoval v Haliči, jižním Tyrolsku a na Jadranu. V roce 1917 byl raněn a zbytek války strávil v nemocnici v Jevíčku.
Po návratu z nemocnice se odebral do Prahy, kde v letech 1919–1920 studoval na tamější umělecko-průmyslové škole u prof. Josefa Schussera. Z finančních důvodů však studium nedokončil a dále se vzdělával sám. V roce 1919 se oženil, jeho manželka Kama jej provázela po celý zbytek života. V roce 1929 se přihlásil na vytouženou Akademii výtvarných umění v Praze, kde se zprvu školil u Maxe Švabinského a studium absolvoval u prof. T. F. Šimona. 
Po složení zkoušky, která je potřebná k výuce na středních školách obecně, krátce vyučoval na gymnáziu v Nymburce, od roku 1935 až do uzavření vysokých škol působil na pražské malířské akademii, coby asistent T. F. Šimona. Od roku 1934 byl Pukl aktivním členem Sdružení českých umělců grafiků Hollar. Vladimír Pukl také absolvoval v letech 1935-1938 studijní cesty po Itálii a v letech 1936-1937 po tehdejší Jugoslávii. V letech 1939-1945 rovněž střídavě žil na Valašsku v Hošťálkové, na samotě zvané Kút. Zde měl ateliér a často u něj pobývali i jeho studenti, které jako profesor grafiky na AVU v Praze, od roku 1945 školil. 
V roce 1958 odešel do důchodu a definitivně zakotvil v Hošťálkové. V roce 1970 zemřel po delší nemoci ve fakultní nemocnici v Olomouci, později byla urna s jeho popelem uložena na hřbitově v Prostějově.
Vladimír Pukl se v grafice věnoval převážně dřevorytu a barevnému leptu, v sochařství pak drobné plastice z  glazované pálené hlíny. Jeho výtvarná tvorba se skládá z malby krajin, architektury a figurálních kompozic. Byl rovněž autorem skript Příručka plastické anatomie pro výtvarníky. Účastnil se celé řady výstav, mj. v Praze, Prostějově, Vsetíně, Brně, nebo ve Valašském Meziříčí. Část jeho díla je ve sbírkách Muzea regionu Valašsko. které se s části nalézá na zámku v Krásně nad Bečvou.

### Adresáře
- 1937 Adresář výtvarných umělců československých, Syndikát výtvarných umělců československých